# Dystonie chez l'enfant
La dystonie chez l’enfant désigne à la fois un symptôme et un groupe de maladies.
En tant que symptôme, la dystonie résulte d’une contraction musculaire soutenue et involontaire impliquant un ou des groupes de muscles agonistes et antagonistes et serait très souvent associée à un défaut dans les mécanismes d’inhibition réciproque. Les contractions soutenues peuvent provoquer des postures anormales, des mouvements répétitifs de torsion ainsi que des patrons de mouvements dans une direction particulière,. Les postures souvent caractérisées par la dystonie sont l’extension du dos ou du cou, des scolioses ou des cyphoses variables, une déviation ulnaire du poignet et les doigts en extension lorsque le poignet est fléchi. La dystonie peut apparaître à l’enfance, à l’adolescence ou encore à l’âge adulte. Le degré de sévérité de la dystonie peut progresser avec le temps. Toutefois, les patrons de mouvements restent généralement les mêmes. Chez l’enfant, la dystonie comme symptôme peut être présente dans une multitude de pathologies incluant la paralysie cérébrale. 
Les manifestations de la dystonie chez l’enfant sont très hétérogènes et correspondent à des situations cliniques diverses. La localisation peut varier d’une atteinte locale jusqu’à une atteinte généralisée. Les conséquences fonctionnelles peuvent être légères jusqu’à un état grabataire. Les manifestations cliniques de la dystonie (signes et symptômes) sont aussi variables, allant de grands mouvements de torsion ou encore des postures anormales jusqu’à des contractions musculaires lors de tâches précises ou des contractions au repos. Enfin, l’évolution de la dystonie peut, pour certains enfants, stagner et être localisée et pour d’autres, avoir une distribution qui s’étend progressivement.
Les mouvements dystoniques augmentent avec la fatigue et le stress. À l’opposé, la relaxation et le sommeil améliorent la situation. Les contractions musculaires peuvent également diminuer par l’utilisation de stimuli proprioceptifs tel que le toucher de la partie du corps impliquée. Généralement, la dystonie ne s’accompagne pas de douleur. 
Il n’existe pas de traitement spécifique pour la dystonie chez l’enfant. La médication peut aider à minimiser les symptômes. Une prise en charge en ergothérapie, physiothérapie et orthophonie permet également d’agir sur les symptômes moteurs.